# Evelyn Wever-Croes
Evelyna Christina "Evelyn" Wever-Croes (Leiden, 5 de diciembre de 1966) es una política neerlandesa que se desempeña como primera ministra de Aruba desde noviembre de 2017. Es la primera mujer en ocupar este cargo. Es miembro del Movimiento Electoral del Pueblo (MEP) y ha sido líder del partido desde 2011.

## Primeros años de vida
Wever-Croes nació el 5 de diciembre de 1966 en Leiden, Países Bajos. Ella es hija de Hendrik Croes. Nació en una familia política, siendo sus tíos el activista político Betico Croes y el exministro de Justicia Rudy Croes. Wever-Croes asistió a la voorbereidend wetenschappelijk onderwijs en el Colegio Arubano en Oranjestad.
Wever-Croes estudió derecho antillano en la Universidad de las Antillas Holandesas de 1985 a 1986. Luego se mudó a los Países Bajos y estudió derecho fiscal en la Universidad de Leiden de 1986 a 1989. Wever-Croes trabajó para la inspección fiscal de 1989 a 2003, y como jefe del departamento desde 1994. Desde 2003 trabajó en un bufete de abogados como asesora fiscal en Croes, Wever & Tchong hasta 2010, y al mismo tiempo trabajó como abogada desde 2008.

## Carrera política temprana
Wever-Croes se convirtió en miembro del Parlamento el 29 de octubre de 2009, tras haber sido elegido en las elecciones de 2009 . Fue elegida líder del Movimiento Electoral del Pueblo en 2011 y se convirtió en líder parlamentaria en 2013.
En las elecciones generales de 2017, el eurodiputado de Wever-Croes obtuvo 9 escaños. Después de casi cinco semanas de negociaciones logró formar un gobierno de coalición bajo su liderazgo con el Pueblo Orguyoso y Respeta (POR) y Red Electoral Democrática (RED), el primer gobierno de coalición de Aruba en dieciséis años, y el primer gobierno de Aruba encabezado por una mujer, convirtiéndose posteriormente en la primera mujer primera ministra. El gabinete de Wever-Croes prestó juramento ante el gobernador Alfonso Boekhoudt el 17 de noviembre de 2017. Ella fue una de los ocho miembros del Parlamento de Aruba que renunciaron a sus escaños para formar parte del gabinete como lo exige la ley.
El primer gabinete de Wever-Croes prestó juramento ante el gobernador Alfonso Boekhoudt el 17 de noviembre de 2017.
El gabinete de Wever-Croes prestó juramento para su segundo mandato ante el gobernador Alfonso Boekhoudt el 21 de septiembre de 2021.

## Vida personal
Wever-Croes está casada con Kenneth Wever.Tiene un hijo y es abuela.